# Serieåret 1979

## Händelser

### Januari
- 31 - I Sverige börjar Förlags AB Semic ge ut serietidningen Svenska Serier.[1]

### Juni
- 13 juni: Alan Moores första mainstreamverk blir Marvel UK:s Hulk Comic #15, med pentalogin "The Incredible Hulk" med Dr. Scarabeus (ritad av Paul Neary och skapad av David Lloyd).[2]

### December
- December - I Amazing Adventures volym 3 av Marvel ger man ut nytryck av den ursprungliga X-Men-titeln,[3] medan man i Tales to Astonish volym 2 publicerar redigerade versioner av Sub-Mariner från 1968.[3].

### Okänt datum
- Den svenska serien Biffen och Bananen, skapad 1936 av Rit-Ola, läggs ner.

## Pristagare
- 91:an-stipendiet: Rune Andréasson
- Adamsonstatyetten: Moebius (Jean Giraud) (inget svenskt pris utdelades)

## Utgivning

### Album
- Asterix i Belgien[4]
- Klas Katt i Hell City, det första albumet med Klas Katt, ges ut i Sverige.

## Födda
- 20 mars - Ainur Elmgren

## Avlidna
- 5 november - Al Capp, 70, serietecknare från USA.

### Fotnoter
1. ↑  Seriesamlarna
2. ↑  Dr Scarabeus profile
3. 1 2  Under denna period publicerade Marvel flera nytryckta titlar.
4. ↑  ”Tintin”. Arkiverad från originalet den 13 februari 2011. https://web.archive.org/web/20110213010603/http://www.asterix.com/books/albums/. Läst 12 mars 2011.